# Raadhuis (Obdam)
Het voormalig raadhuis van Obdam staat aan de Dorpsstraat 106 en is ontworpen door A.C. Bleijs. Het raadhuis was van 1875 tot 2008 in gebruik en werd in 2017 verkocht aan een particulier. Het raadhuis verving een in 1832 nog verbouwde voorganger. Het gebouw werd op 15 januari 1996 ingeschreven in het monumentenregister als zijnde een rijksmonument.

## Geschiedenis
De gemeente Obdam liet in 1832 het toenmalige raadhuis verbouwen. In dat raadhuis zaten niet alleen de gemeenteraad, maar ook het polderbestuur en de basisschool. De hoofdonderwijzer had er eveneens zijn woning en schoollokaal sinds 1834. In 1873 besloot de gemeente om het oude raadhuis te laten vervangen door een nieuw gebouw. De reden voor nieuwbouw is niet bekend, wel dat wethouder J.J. Haarselhorst groot voorstander was. De eerste steen van de nieuwbouw werd gelegd op 27 maart 1874. Haarselhorst gaf opdracht om een uurwerk aan de voorgevel te laten plaatsen en een klok voor het slaan van de uren op het dak te laten plaatsen. Het raadhuis werd opgeleverd op 23 april 1875. Het gebouw was tevens in gebruik als polderhuis. Het bestuur van de polder Obdam betaalde de helft van de bouwkosten, zodat het ook gebruik kon maken van het raadhuis.
De gemeente Obdam fuseerde in 2008 met Wester-Koggenland tot de gemeente Koggenland. Deze gemeente vroeg de inwoners in 2016 naar een passende maatschappelijke functie te zoeken. Omdat hier geen antwoorden op kwamen verkocht de gemeente het pand aan een particulier. De beoogde functie werd nu wonen en werken, waar op 22 november 2019 ook een vergunning voor was verleend. Op zondag 1 december 2019 brak er door onbekende oorzaak een brand uit, waardoor het pand grotendeels verloren is gegaan. Onder andere het dak is bijna volledig ingestort. Stichting Salvage en de gemeente bekijken anno januari 2020 of het pand gered kan worden, of dat het als verloren moet worden beschouwd. Na onderzoek is gebleken dat bij de brand voor meer dan 1 miljoen euro schade is veroorzaakt en dat de in het pand aanwezige kunstcollectie vrijwel verloren is gegaan. De Wever Bouwgroep heeft in 2020 toegezien op de nieuwe restauratie, waaronder ook die van de klokkenstoel op het dak.
De niet beschermde aanbouwen aan de achterzijde zijn bij de brand niet beschadigd geraakt.

## Exterieur
Voor het vijf traveeën brede raadhuis staan zes hardstenen pijlers. Deze pijlers scheiden de straat van de stoep die bij het raadhuis hoort. De pijlers zijn met elkaar verbonden door een zwarte, smeedijzeren, schakelketting.
Het raadhuis is rechthoekig van vorm en bestaat uit twee bouwlagen, met kap. Het schilddak heeft een nok evenwijdig aan de straat en was gedekt met leien in Maasdekking. In het midden van het dak stond een dakruiter met daarin een luidklok. Op elke nokpunt stond een schoorsteen met daarop ijzeren decoraties.
De muren zijn gemaakt van rode baksteen, met op een aantal plekken ter verfraaiing gele baksteen of natuursteen. De achtergevel is de enige gevel die niet gedecoreerd is met gele baksteen en natuursteen.
De voorgevel is symmetrisch in opzet, met in het midden van de vijf traveeën de ingang. Door de risalerende ingangspartij met er boven twee beelden van leeuwen met wapenschilden en een topgevel geflankeerd door pinakels, ligt de nadruk ook op deze middenas. In een timpaan boven de voordeur is als sluitsteen het wapen van Obdam aangebracht. In de geveltop is een uurwerk aangebracht.
De voorgevel wordt horizontaal opgedeeld door een plint, bossage (uitstekende stenen), verschillende cordonlijsten en de gootlijst. Daarnaast wordt deze gevel ook verticaal opgedeeld door lisenen op beide hoeken de twee lisenen in de centrale travee.
De leeuwen zijn ter hoogte van de verdiepingsvloer aangebracht. In de basis van de rechter leeuw staat "A.C. Bleijs architecte Hoorn". Deze leeuw houdt het wapen van Holland vast. In de basis van de linker een tekst die verwijst naar de uit Brussel afkomstige beeldhouwer. Deze leeuw houdt het wapen van Nederland vast. De beide leeuwen houden hun bek opengesperd en kijken van elkaar vandaan.
De gevelopeningen zijn getoogd. De vensters  op de begane grond zijn uitgevoerd als vierruitsvensters, die op de verdieping bevatten zes ruiten. Alle bovenlichten, ook die van de dubbele deur, zijn tweeruits. Boven de vensters gaat de muur over in ontlastingsbogen. Op de begane grond volgt de bossage de ontlastingsbogen. De onderzijde van de ontlastingsbogen zijn half rond, de bovenzijde vormt juist een afgeknotte spitsboog. Op de verdieping zijn eveneens gemetselde ontlastingsbogen, echter hebben deze een andere vorm en raken de voeten elkaar. De ontlastingsbogen op de verdieping volgen de vorm van de bovenlichten en zijn verder glad.
De zijgevels zijn beide blind, maar elk wel voorzien van twee getoogde spaarvelden. De achtergevel kent drie vensteropeningen, elk voorzien van drie ruiten.
Aan een uitbouw links van de voorgevel, is een platte houten vitrinekast bevestigd. Deze kast is rijk gedecoreerd. Boven op de kast staat opnieuw het wapen van Obdam.

## Interieur
Het interieur is op de verdieping zwaar beschadigd geraakt door de brand van 1 december 2019.
De begane grond bevat nog een aantal originele onderdelen. Op de begane grond bevindt zich een glas-in-loodraam boven een voormalig loket. In de centrale hal zijn een aantal gevelstenen aangebracht. Op de begane grond is ook een rozet geplaatst met daarin de tekst: "Al wat onder deze roos geschiedt vertelt dat aan een ander niet".